# Mobileye
 (octobre 2015).
Si vous disposez d'ouvrages ou d'articles de référence ou si vous connaissez des sites web de qualité traitant du thème abordé ici, merci de compléter l'article en donnant les références utiles à sa vérifiabilité et en les liant à la section « Notes et références ».
Mobileye est une société israélienne qui développe des systèmes anti-collisions et d'assistance à la conduite de véhicules (ADAS). Mobileye opère également dans le développement de la voiture autonome.

## Histoire
Crée en 1999 par Amnon Shashua et Ziv Aviram, cette entreprise israélienne spécialisée dans la vision artificielle appliquée à l’automobile et dans le développement de systèmes avancés d’aide à la conduite (ADAS) travaille avec des constructeurs automobiles dont les caméras sont montées en série.
En 2006, l’entreprise ouvre son pôle « aftermarket ». Les produits aftermarket (seconde monte) sont vendus à un réseau international de distributeurs. En France, la société AutoCare est dépositaire de ce dispositif.
En 2011, Mobileye et STMicroelectronics ont annoncé avoir commercialisé plus d'un million de boîtiers, les deux entreprises ont signé un partenariat en 2005.
Le 11 mars 2015, l’entreprise de systèmes d’aide à la conduite Valéo a signé un partenariat technologique avec Mobileye[source insuffisante] portant sur la sécurité active et la voiture autonome.
En juin 2015, Mobileye représente 11 milliards de dollars de capitalisation boursière. Cette même année, l’entreprise anglaise Amey, spécialisée dans le ramassage des déchets ménagers, a décidé d’équiper 200 camions bennes avec la technologie Mobileye.
En janvier 2016, lors du Consumer Electronics Show de Las Vegas, Mobileye et Volkswagen ont signé un partenariat stratégique concernant les technologies de traitement d'image en temps réel puis, en février 2016, un autre accord est signé avec Renault-Nissan.
En mars 2017, la société est rachetée pour 15 milliards de dollars par Intel.

## Partage d'information
Mobileye peut récupérer des informations des caméras en circulation grâce aux accords conclus avec des sociétés comme Volkswagen, BMW, ou Nissan.
Ces technologies d'ADAS sont en circulation sur un million de voitures qui ont parcouru un milliard de kilomètres.

## Distribution en France
Les systèmes de seconde monte Mobileye sont distribués depuis 2015 par la société bordelaise AutoCare.

## Sources
1. ↑  « https://techcrunch.com/2017/03/13/reports-intel-buying-mobileye-for-up-to-16b-to-expand-in-self-driving-tech/ »
2. ↑  « https://www.sec.gov/Archives/edgar/data/1910139/000110465922104640/tm227410d16_ex21-1.htm »
3. 1 2  « Mobileye, une start-up d’aide à la conduite qui pèse 11 milliards de dollars » , sur lesechos.fr (consulté le 25 janvier 2016).
4. ↑  (en) Rebecca Grant, « Mobileye raises $400M to kick driverless car technology into high gear », sur venturebeat.com, 8 juillet 2013
5. ↑  « Actualité », sur valeo.com (consulté le 25 janvier 2016)
6. ↑  Erick Fontaine, « Partenariat Valeo-Mobileye, une vision à long terme », sur www.lesnumeriques.com, 14 mars 15 (consulté le 25 janvier 2016)
7. ↑  (en) Michelle Arthurs-Brennan, « Fleet of 200 Trucks To Be Fitted With Cycle Safety Shield - Total Women's Cycling », sur Total Women's Cycling, 25 novembre 2015 (consulté le 25 janvier 2016)
8. ↑  Séverine Fontaine, « Mobileye devient les yeux des futures Volkswagen », sur www.automobile-entreprise.com, 7 janvier 2016 (consulté le 25 janvier 2016)
9. ↑  Times of Israel Staff, « MobilEye signe un contrat avec Renault-Nissan », sur The Times of Israel, 25 février 2016
10. ↑  (en) « Tesla’s main self-driving rival isn’t Google-it’s Intel’s Mobileye », sur Ars Technica, 13 janvier 2021 (consulté le 15 novembre 2023).
11. ↑  https://www.usine-digitale.fr/article/toyota-va-equiper-ses-vehicules-de-systemes-avances-d-aide-a-la-conduite-developpes-par-zf-et-mobileye.N1094394